# Bauhinia erythropoda
Bauhinia erythropoda là một loài thực vật có hoa trong họ Đậu. Loài này được Hayata miêu tả khoa học đầu tiên.